# Jessica McKay
Jessica McKay (ur. 23 czerwca 1989 w Sydney) – australijska wrestlerka, występująca pod panieńskim nazwiskiem. W latach 2021–2022 rywalizowała w Impact Wrestling, gdzie wspólnie z Cassie Lee zdobyły jednokrotnie tytuł Impact Knockouts Tag Team Championship. W latach 2015–2021 występowała w World Wrestling Entertainment (WWE) pod pseudonimem ringowym Billie Kay, gdzie wspólnie z Peyton Royce tworzyły tag team o nazwie The IIconics i jeden raz zdobyły WWE Women’s Tag Team Championship. 
W 2007 McKay rozpoczęła karierę wrestlerki w australijskiej federacji Pro Wrestling Alliance (PWA). Rok później zaczęła rywalizować w Pro Wrestling Women’s Alliance (PWWA), zostając dwukrotną mistrzynią PWWA. W następnych latach walczyła na scenie niezależnej w Stanach Zjednoczonych, przede wszystkim dla Shimmer Women Athletes.

## Mistrzostwa i osiągnięcia
- Impact Wrestling
  - Impact Knockouts Tag Team Championship (1x) – z Cassie Lee[6]
- Pro Wrestling Women’s Alliance
  - PWWA Championship (2x)[7]
- Pro Wrestling Illustrated
  - PWI umieściło ją na 34. miejscu rankingu wrestlerek PWI Top 50 w 2012[8]
  - PWI umieściło ją na 50. miejscu rankingu tag teamów PWI Top 50 w 2020 – z Peyton Royce[9]
- WWE
  - WWE Women’s Tag Team Championship (1x) – z Peyton Royce
  - NXT Year-End Award for Breakout of the Year (2016) – z Peyton Royce[10]